# Празеодимцинк
Празеодимцинк — бинарное неорганическое соединение
празеодима и цинка
с формулой PrZn,
кристаллы.

## Получение
- Сплавление стехиометрических количеств чистых веществ:

{\displaystyle {\mathsf {Pr+Zn\ {\xrightarrow {882^{o}C}}\ PrZn}}}

## Физические свойства
Празеодимцинк образует кристаллы
кубической сингонии,
пространственная группа P m3m,
параметры ячейки a = 0,3684 нм, Z = 1,
структура типа хлорида цезия CsCl
.
Соединение конгруэнтно плавится при температуре 882°C.